# Huonia ferentina
Huonia ferentina är en trollsländeart som beskrevs av Maurits Anne Lieftinck 1953. Huonia ferentina ingår i släktet Huonia och familjen segeltrollsländor. IUCN kategoriserar arten globalt som otillräckligt studerad. Inga underarter finns listade i Catalogue of Life.